# Agostino Di Bartolomei
Agostino Di Bartolomei, född 1955, död 1994, var en italiensk fotbollsspelare (mittfältare/playmaker). Agostino Di Bartolomei spelade för AS Roma 1976-1984. Han var med när laget blev italienska mästare 1983 och nådde finalen i Europacupen för mästarlag 1984.
Di Bartolomei föddes i ett ytterområde i Rom. När han var 14 år värvades han till Romas juniorlag. Under säsongen 1972-1973 debuterade han för AS Roma i Serie A. 1975 låndades han ut till Lanerossi Vicenza. När Nils Liedholm kom tillbaka som coach för Roma blev Di Bartolomei den självklara ledare i laget och lagkapten. 1983 var Di Bartolomei en av nyckelspelarna i Romas mästarlag. 1986 flyttade Di Bartolomei till AC Milan.
Efter den aktiva karriären drabbades Di Bartolomei av depression och tog sitt liv 1994 på 10-årsdagen av Romas finalförlust i Europacupfinalen 1984. 